# Constant deliana
La constant deliana o constant de Delo és una constant matemàtica que apareix en el problema de la duplicació del cub. Representa la raó entre el costat d'un cub i el costat d'un cub de volum doble al primer, i val {\displaystyle {\sqrt[{3}]{2}}}. El problema de la duplicació del cub es redueix llavors a la construcció (mitjançant regle i compàs) de la constant deliana.
La constant deliana no és un nombre euclidià però és un nombre algebraic de grau 3. La constant es coneix des de l'antiguitat i deu el seu nom a la llegenda que va donar origen al problema de la duplicació del cub, que, de fet, també es diu problema de Delos. Els habitants de la ciutat de Delos s'havien vist afectats per una epidèmia, i l'oracle de Delfos havia requerit la construcció d'un altar del doble del volum del que existia a la ciutat.
Diversos matemàtics de l'antiguitat han trobat solucions per duplicar el cub, però cap d'elles amb només regle i compàs. No va ser fins uns dos mil anys després, quan es trobaria solució al problema, amb la demostració de René Descartes que aquesta construcció és impossible, l'any 1637. A aquest resultat s'hi arriba partint que per mitjà de regle i compàs només es poden construir quantitats obtingudes mitjançant la suma, la resta, la multiplicació la divisió o l'arrel quadrada. En ser la constant deliana una arrel cúbica, resulta doncs no construible.